# Journal of Clinical Periodontology
Das Journal of Clinical Periodontology, abgekürzt J. Clin. Periodontol., ist eine wissenschaftliche Fachzeitschrift, die vom Wiley-Blackwell-Verlag veröffentlicht wird. Die Zeitschrift ist ein offizielles Publikationsorgan der European Federation of Periodontology und erscheint mit zwölf Ausgaben im Jahr. Es werden Arbeiten veröffentlicht, die sich mit Fragen der Parodontologie beschäftigen.
Der Impact Factor lag im Jahr 2012 bei 3,688. Nach der Statistik des ISI Web of Knowledge wird das Journal mit diesem Impact Factor in der Kategorie Zahnmedizin & Kieferchirurgie an fünfter Stelle von 83 Zeitschriften geführt.